# Kościół Najświętszego Serca Pana Jezusa w Bukowinie Tatrzańskiej (stary)
Kościół Najświętszego Serca Pana Jezusa (stary) – rzymskokatolicki kościół filialny należący do parafii Najświętszego Serca Pana Jezusa w Bukowinie Tatrzańskiej (dekanat Białka Tatrzańska archidiecezji krakowskiej).
Jest to świątynia zbudowana w latach 1887–1900 i ufundowana przez Jędrzeja Kramarza. Posiada murowaną nawę i prezbiterium, natomiast pozostałe części świątyni są drewniane i wybudowane w konstrukcji zrębowej. Ściany nawy i prezbiterium są otynkowane i pobielane. Od 1982 roku kościół jest użytkowany rzadko, generalny remont po pożarze został wykonany w 1995 roku. Wnętrze nakrywają pozorne sklepienia kolebkowe i ozdabia polichromia figuralna z 1937 roku autorstwa Pawła Palke. Drewniane ołtarze powstały w 1907 roku. W ołtarzu głównym jest umieszczona figura Serca Pana Jezusa, z kolei w bocznych znajdują się obrazy Matki Boskiej i św. Józefa.